# Torre de Penela
El castillo de Penela, o torre de Penela (en gallego Torre da Penela) se encuentra situado en la población de Penela, en la parroquia de Silvarredonda, en el ayuntamiento coruñés de Cabana de Bergantiños, en Galicia (España). Es Bien de Interés Cultural.

## Historia

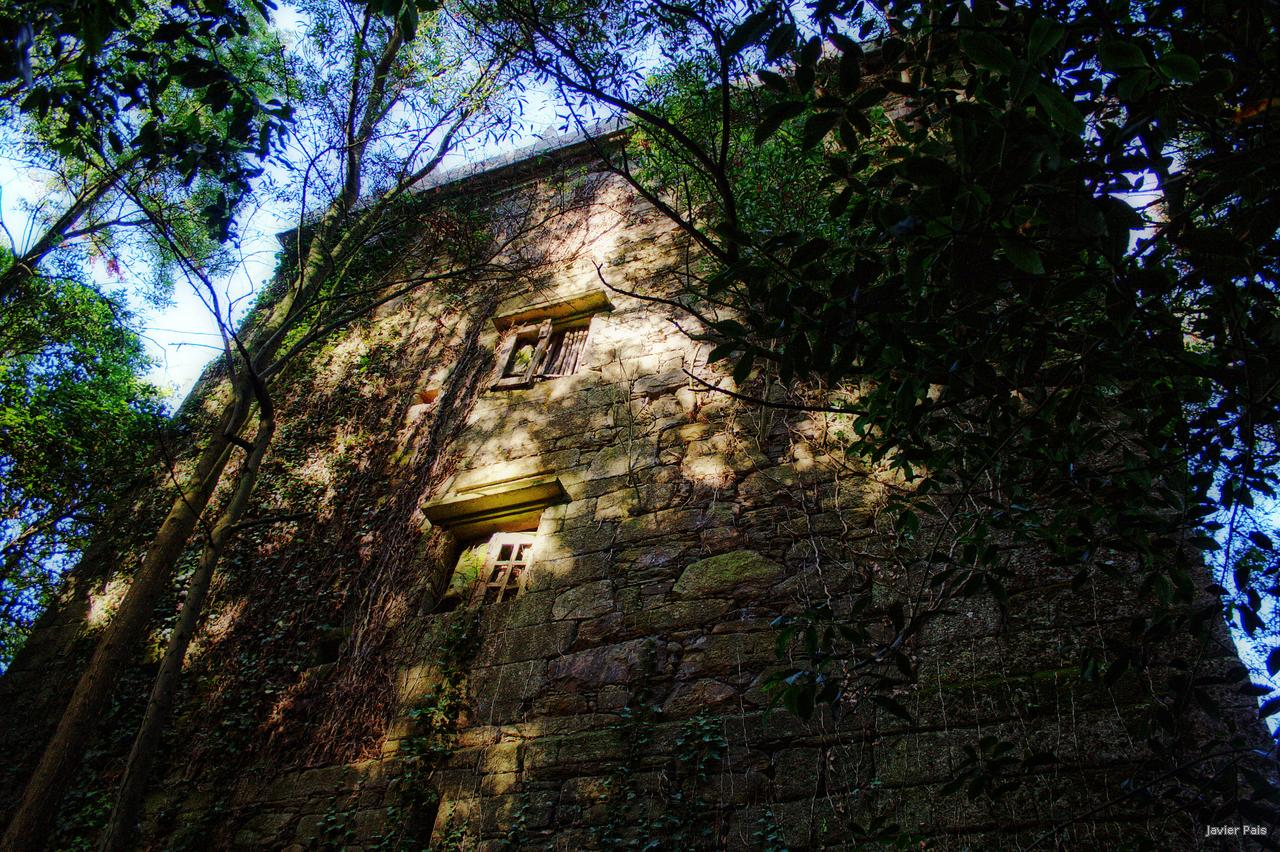
Torre de Penela.

El antiguo castillo fue fundado por Lope Bermúdez, que estaba emparentado con el linaje de los Altamira al haberse casado con Urraca de Moscoso, descendiente del linaje de los Bermúdez de Traba, era parte de una red de fortificaciones fronterizas para la defensa de la comarca de Bergantiños. Con posterioridad a esto pasó a ser patrimonio de los condes de Priegue, dueños de la Torre de Celas de Peiro.
Las reformas llevadas a cabo durante todo el siglo XVII configuraron su actual estilo característico de residencia palaciega.
Cuenta una leyenda que un crucero, que hoy en día se sitúa muy cerca de la torre, se encontraba justo antes de la entrada de la fortificación de modo que todo el que pasase por delante quedaba libre de sus perseguidores. Según cuenta otra leyenda, una mujer se acercaba al crucero, siendo apresada justo antes de llegar y fue decapitada; los vecinos sintieron pena por ella, “Pena dela”. Así, conforme a la leyenda fue como se originó el nombre de A Penela.

### Heráldica

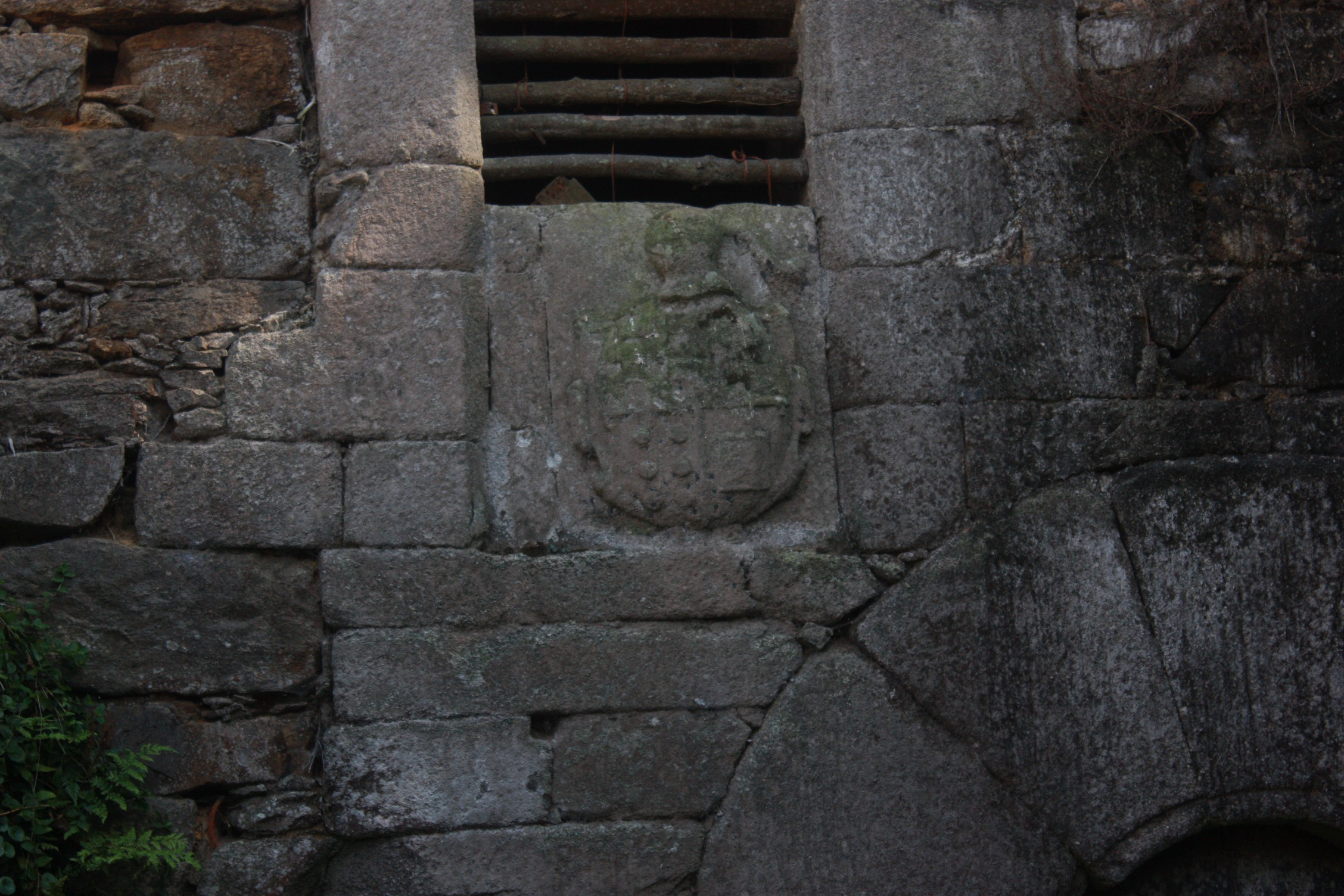
Escudo de la torre de Penela.

El linaje de los Riobó se representa en el escudo de armas como armas sobre campo de sinople con una torre de plata con una zarzamora envolviéndola.

## Características
La torre es de planta cuadrada, distribuida en dos andares y un soto en el cual se abre una puerta con arco de vuelta perfecta compuesto por dovelas de buen tamaño. En lo alto se termina con una terraza con almenas en todo su perímetro. Algunas de las ventanas fueron abiertas en tiempos posteriores.
En la fachada se conservan escudos de armas de los Castro, Rioboo y Bermúdez. En la fachada posterior existe un acceso directo a la tercera planta debido al desnivel del terreno.
Hoy en día es usado como granero y en su interior se conserva una estructura con una escalera de caracol.
Encajado en un lavadero se conserva otro escudo muy desgastado. Detrás de la torre se encontraba una fuente con forma de ataúd.